# ドアン・アレムダル
ドアン・アレムダル（トルコ語: Doğan Alemdar、2002年10月29日 - ）は、トルコのサッカー選手。トルコ代表。ポジションはGK。

## クラブ歴
カイセリ県生まれで、地元のカイセリスポルの下部組織に10歳で加入した。
2018年3月12日に15歳でカイセリスポルとプロ契約を締結した。2019年12月19日にテュルキエ・クパスでプロ初出場を飾ったが、この試合で彼はデビュー戦ながら主将を務めた。当時17歳でクラブ史上最年少の主将記録となった。
2021年8月にリーグ・アンのスタッド・レンヌに完全移籍した
。
2023年夏にリーグ・ドゥに降格したトロワACに期限付き移籍した。

## 代表歴
2022年6月7日に行われたUEFAネーションズリーグ2022-23・リーグCのリトアニア代表戦でA代表初出場を記録した。19歳7か月9日での初出場はゴールキーパーとしては歴代7位であったが、ここ50年ではエズデン・エンギュンに次いで歴代2位の記録となった。